# Xã Perth, Quận Walsh, Bắc Dakota
Xã Perth (tiếng Anh: Perth Township) là một xã thuộc quận Walsh, tiểu bang Bắc Dakota, Hoa Kỳ. Năm 2010, dân số của xã này là 52 người.